# Suroeste de Queensland
El suroeste de Queensland es una región remota del estado australiano del mismo nombre que abarca 319 808 km².  Se encuentra al sur del centro-oeste del estado y al oeste de Darling Downs, e incluye el distrito de Maranoa y partes de Channel Country. La zona es conocida por la cría de ganado, el cultivo de algodón, la extracción de ópalo y la presencia de yacimientos de petróleo y gas.
A nivel federal, toda la región está comprendida en la División de Maranoa. Las áreas de gobierno local que la conforman son la región de Maranoa, el condado de Balonne, el condado de Paroo, el condado de Murweh, el condado de Bulloo y el condado de Quilpie. El suroeste de Queensland tiene una población de 26.489 habitantes.
La región cuenta con servicio de la estación de radio ABC Western Queensland.

## Historia

### Indígenas
La sociedad aborigen comerciaba con objetos según las necesidades y para promover la cohesión social. La región suroeste de Queensland era la principal fuente de duboisia hopwoodii, una planta con la que se elaboraba un tabaco de mascar tradicional.
El yuwaalaraay (también conocido como yuwalyai, euahlayi, yuwaaliyaay, gamilaraay, kamilaroi o yuwaaliyaayi) es una lengua aborigen australiana que se habla en el territorio yuwaalaraay. La región lingüística del yuwaalaraay abarca el territorio comprendido dentro de los límites administrativos del municipio de Balonne, que incluye la localidad de Dirranbandi, así como la localidad fronteriza de Hebel, que se extiende hasta Walgett y Collarenebri, en Nueva Gales del Sur.
El yuwaalayaay (también conocido como yuwalyai, euahlayi, yuwaaliyaay, gamilaraay, kamilaroi, yuwaaliyaayi) es una lengua aborigen australiana hablada en el país yuwaalayaay. Está estrechamente relacionada con las lenguas gamilaraay y yuwaalaraay. La región lingüística yuwaalayaay abarca el territorio comprendido dentro de los límites administrativos del municipio de Balonne, que incluye la localidad de Dirranbandi, así como la localidad fronteriza de Goodooga, que se extiende hasta Walgett y los lagos Narran, en Nueva Gales del Sur.
El kamilaroi (también conocido como gamilaroi, gamilaraay o comilroy) es una lengua aborigen australiana hablada en el suroeste de Queensland. Está estrechamente relacionada con el yuwaalaraay y el yuwaalayaay. La región lingüística del kamilaroi abarca el área del gobierno local del condado de Balonne, que incluye las localidades de Dirranbandi, Thallon, Talwood y Bungunya, así como las localidades fronterizas de Mungindi y Boomi. Esta región se extiende hasta las ciudades de Moree, Tamworth y Coonabarabran, en el estado de Nueva Gales del Sur.

### Europeos
Las partes orientales de la región alrededor de los tramos superiores del río Warrego fueron exploradas por Thomas Mitchell en 1845.   No fue hasta después de que William Landsborough explorara la zona durante su expedición de 1862 cuando los colonos comenzaron a dedicarse a la ganadería.

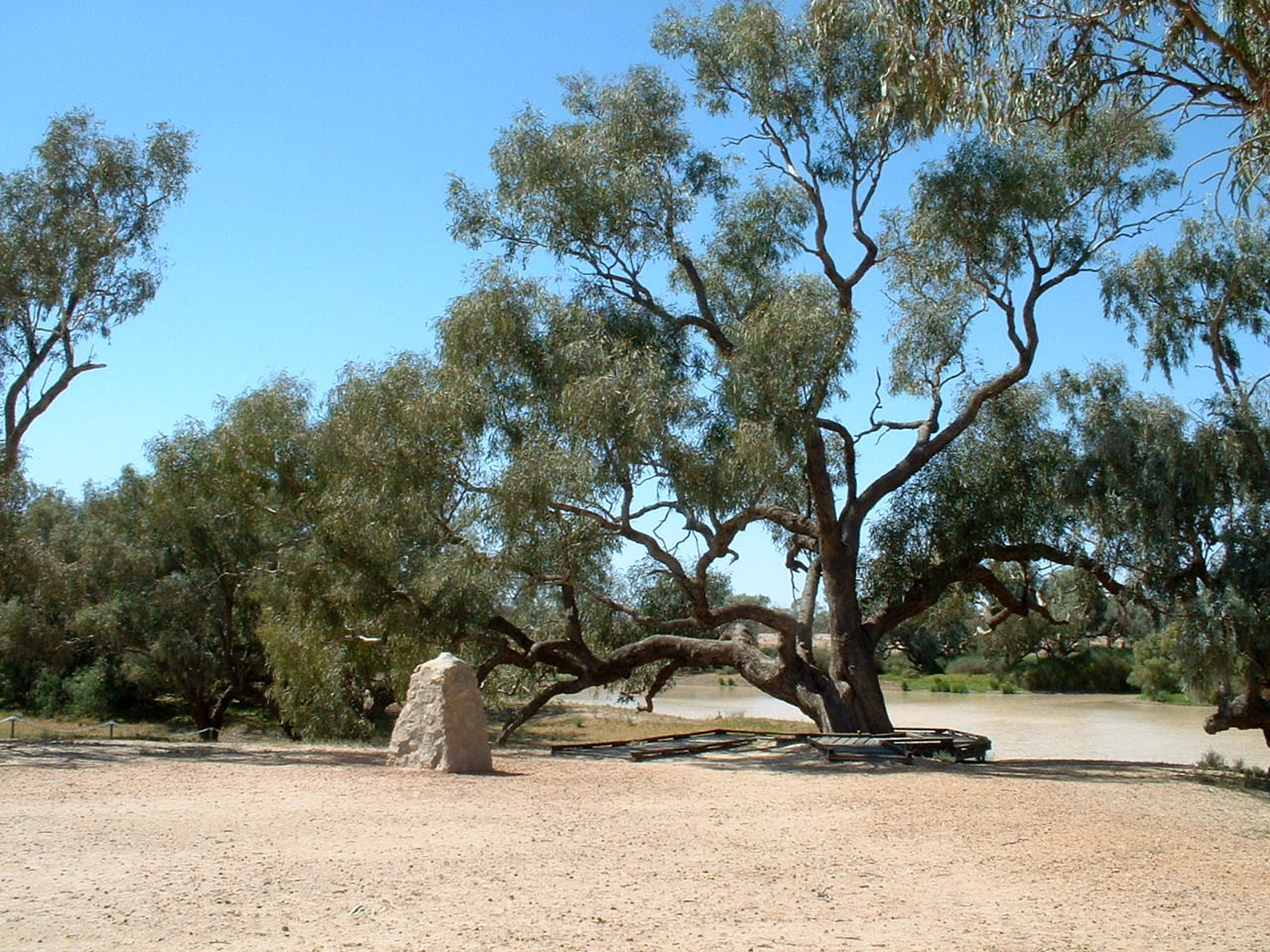
El árbol en el que Burke y Wills excavaron un pozo de agua en Bullah Bullah, en el río Cooper, visto en 2008.

En 1860, Robert O'Hara Burke y William John Wills iniciaron una expedición desde Melbourne hasta el golfo de Carpentaria con el fin de explorar las amplias zonas del interior de Australia que todavía eran desconocidas para los colonos europeos. Uno de los puntos de encuentro fundamentales o campamentos de abastecimiento utilizados por la expedición se encontraba en Bullah Bullah Waterhole, en el río Cooper. Tras fracasar en su intento de llegar a la costa norte debido a los manglares del delta del río Flinders, el grupo de cuatro personas emprendió el viaje de regreso con escasos suministros. Charles Gray murió durante el trayecto, por lo que solo tres miembros del grupo lograron regresar a Cooper Creek el 21 de abril de 1861, pero descubrieron que la otra mitad del grupo había partido hacía Menindee nueve horas antes. En el campamento, utilizaron un árbol para dibujar tres marcas y señalar la ubicación de un alijo de comida.  También se convirtió en el lugar de descanso de Burke, que murió de desnutrición después de que se quedaran sin provisiones en medio de circunstancias controvertidas y trágicas. Wills también murió de debilidad y desnutrición río abajo, en Breerily Waterhole. John King fue el único superviviente del grupo que se dirigió hacia el norte, al golfo. Los diarios y mapas de la expedición inspiraron a los ganaderos y abrieron vastas extensiones de Queensland al asentamiento ganadero.
Las zonas occidentales de la región reciben una media de 150 milímetros de precipitaciones anuales, mientras que más al este, en torno a St. George, la media anual es de 500 milímetros. El acceso limitado al agua en la región restringió el pastoreo temprano. Tras el descubrimiento y desarrollo de pozos artesianos, las tierras pudieron sustentar ovejas y no solo ganado vacuno.
Una fábrica de Cobb & Co construida en Charleville en 1893. Durante la década de 1880, los servicios de diligencias se expandieron por toda la región. Cobb & Co fue la empresa de diligencias más famosa de la historia de Australia y en su día prestó servicios de transporte de pasajeros y correo por todo el país. Fabricaron una diligencia de ocho plazas que se ganó una gran reputación por su resistencia, estabilidad y suspensión amortiguadora.
En 1922, QANTAS inició sus primeros vuelos regulares desde Charleville. 

## Geografía

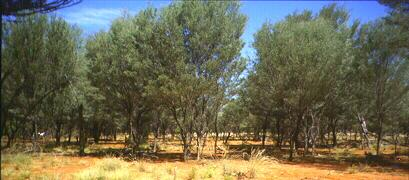
Bosque de Mulga, 2006

La extensión norte del desierto pedregoso de Sturt se encuentra en la región que rodea el lugar conocido como Cameron Corner. Parte de la cuenca Cooper se encuentra en la región. La cuenca contiene los depósitos terrestres de petróleo y gas natural más importantes de Australia.  Cerca de Roma, en Hospital Hill, se produjo el primer hallazgo de gas natural de Australia. Se encontró petróleo en la región en 1961.  La cuenca de Eromanga, también ubicada en el suroeste de Queensland, ha sido explorada y desarrollada para la producción de petróleo.  Se descubrieron cantidades comerciales de gas en 1976 y de petróleo en 1978. El cráter Tookoonooka es un gran cráter de impacto ubicado en la región, sin embargo, no es visible en la superficie.

### Asentamientos

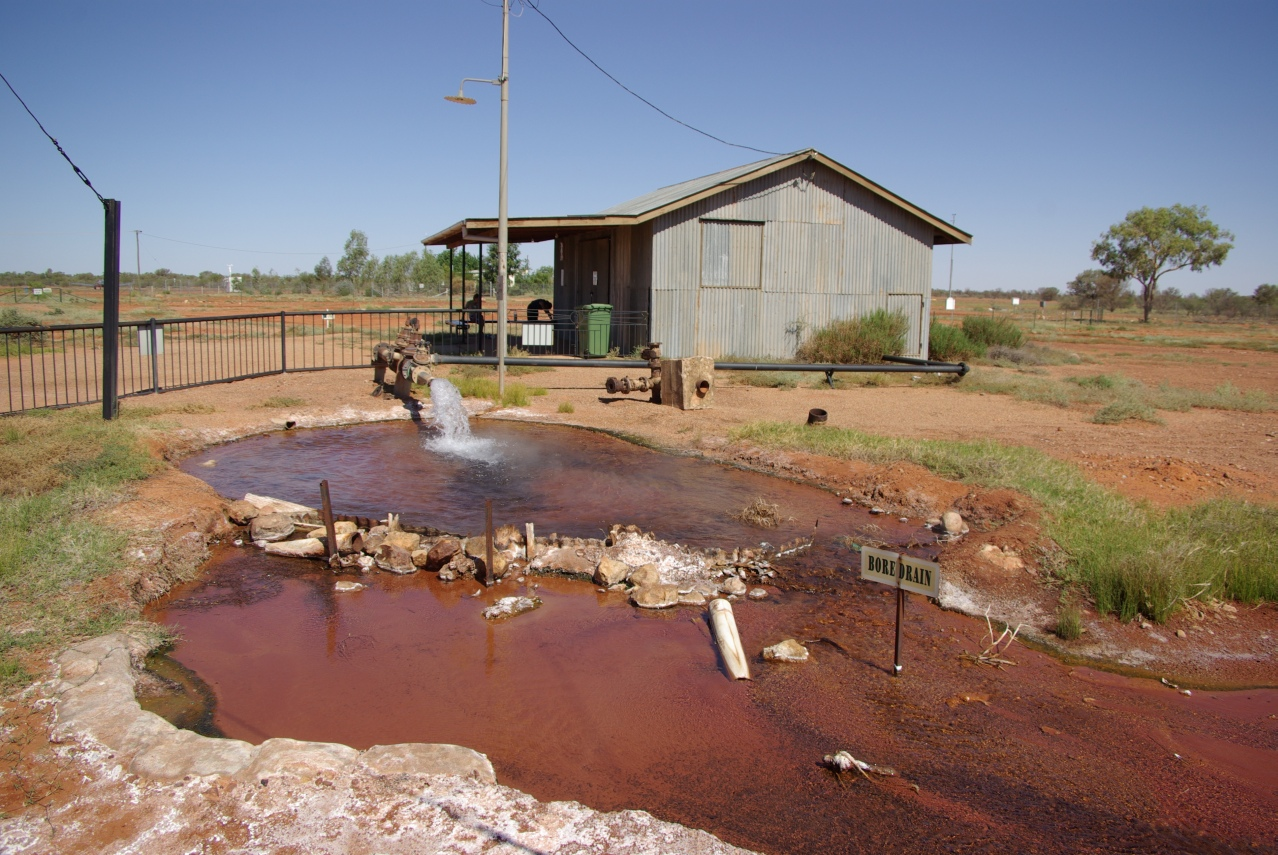
Pozo de agua en la Gran Cuenca Artesiana en Thargomindah, 2007

Las principales ciudades del suroeste de Queensland son Quilpie, Charleville, Roma, Thargomindah, St George y Cunnamulla. Cunnamulla cuenta con la mayor estación de carga de lana de la red ferroviaria de Queensland. La mayor explotación algodonera de Australia, Cubbie Station, situada cerca de St George, tiene una superficie de 93 000 hectáreas. 
Las localidades más pequeñas de la región son Amby, Injune, Jackson, Mitchell, Muckadilla, Mungallala, Surat, Wallumbilla, Yuleba, Alton, Bollon, Boolba, Dirranbandi, Hebel y Mungindi. Nindigully, Thallon, Coongoola, Eulo, Humeburn, Tuen, Wyandra, Yowah, Bakers Bend, Morven, Nive, Sommariva, Thargomindah, Hungerford, Noccundra, Nockatunga, Adavale, Cheepie, Eromanga y Toompine. Cooladdi es un pueblo fantasma con solo seis habitantes. En Eromanga se encuentra el dinosaurio más grande de Australia, «Cooper», que fue descrito en 2021 como una nueva especie y género de titanosaurio: Australotitan cooperensis.

### Manantiales
Los registros geográficos históricos sugieren que el caudal de los manantiales locales de arenisca terciaria ha variado desde la década de 1880. Con frecuencia se utilizaban explosivos para aumentar el caudal de los manantiales, lo que provocó su destrucción, al igual que ocurrió con los pozos y las presas. En la actualidad, solo el 45 % de los manantiales que figuraban en los registros históricos del suroeste de Queensland siguen existiendo. 

### Ríos

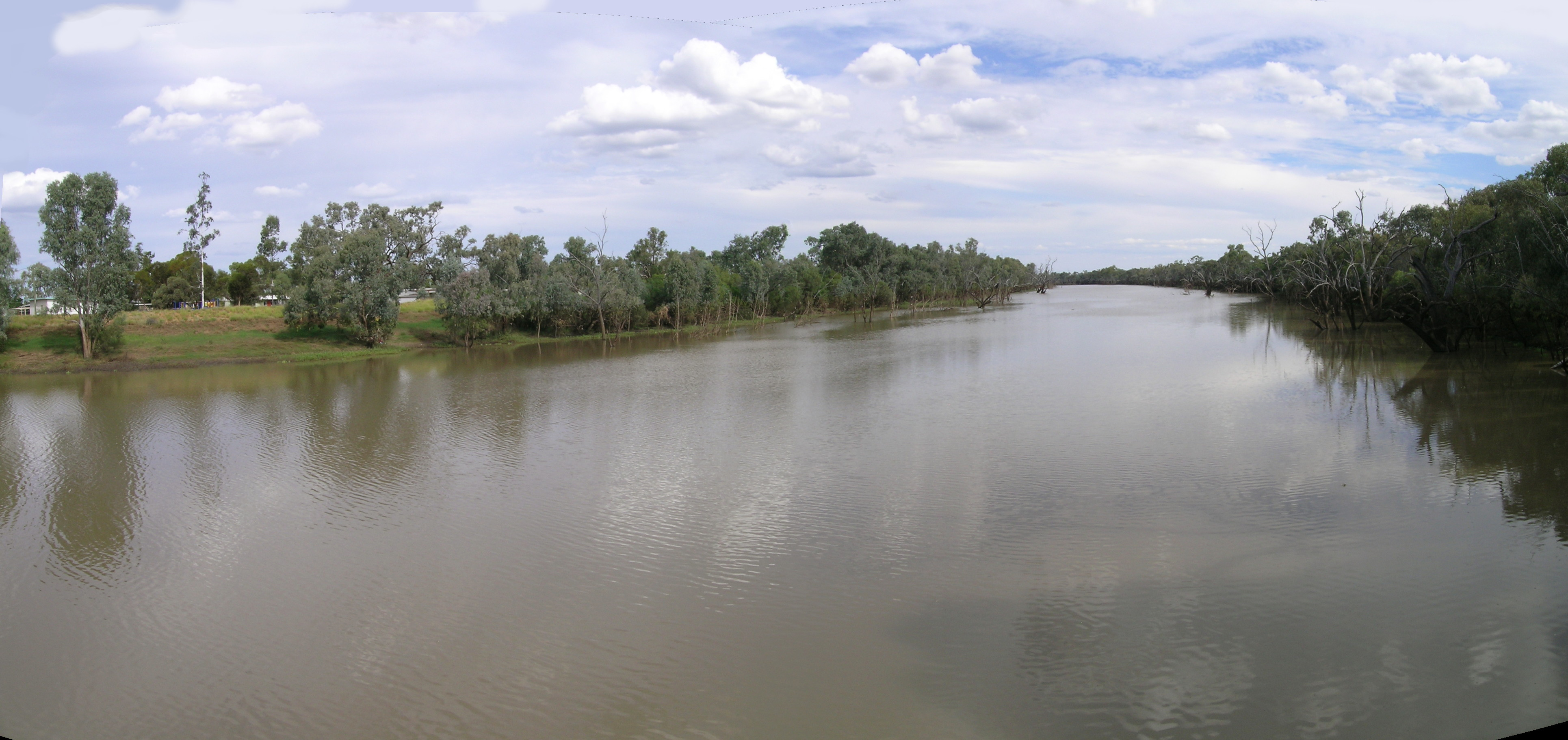
El río Warrego en Cunnamulla, 2010

Las vías fluviales que atraviesan el suroeste de Queensland incluyen el Warrego, el Maranoa, el Merivale, el Balonne y su afluente, el río Bokhara, Culgoa, Wilson y el arroyo Cooper. El Balonne se utiliza para una extensa red de riego.  El sistema fluvial del Bulloo es el único sistema fluvial cerrado de Australia. 

### Áreas protegidas
Se han declarado varios parques nacionales en la región, entre ellos el parque nacional Alton, el parque nacional Chesterton Range, el parque nacional Culgoa Floodplain, el parque nacional Currawinya, el parque nacional Diamantina, elparque nacional Idalia, el parque nacional Lake Bindegolly, el parque nacional Mariala, el parque nacional Thrushton y el parque nacional Tregole. El santuario Bowra es una reserva natural cerca de Cunnamulla, gestionada por Australian Wildlife Conservancy.

## Transporte

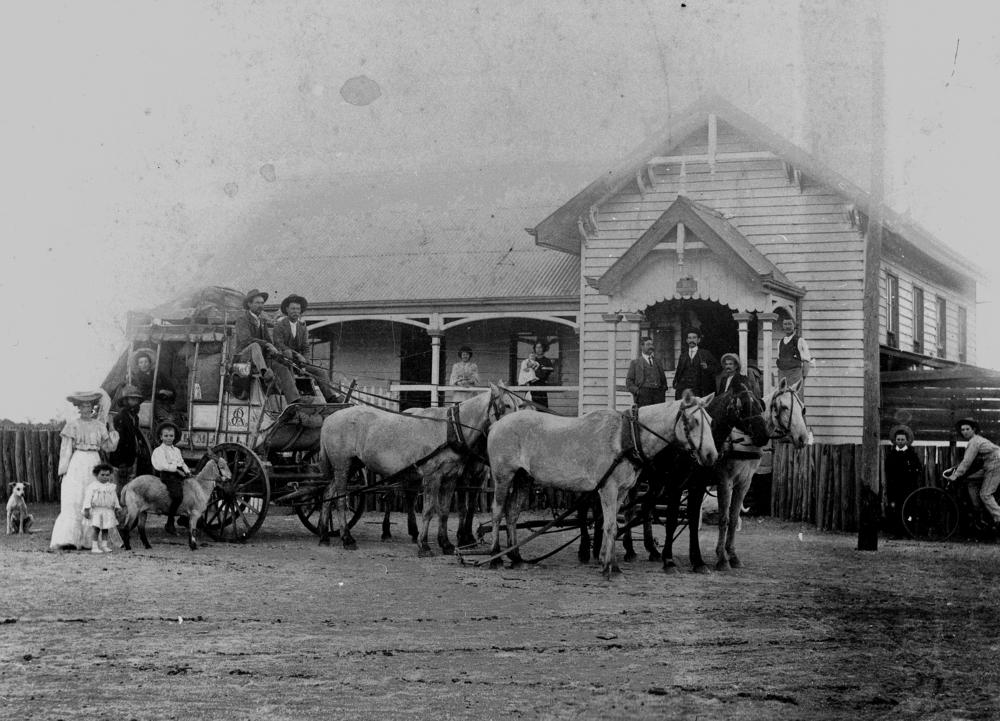
Diligencia frente a la oficina de correos de Adavale, 1907

Las principales carreteras son la Mitchell Highway, que sale del interior de Nueva Gales del Sur, y la Balonne Highway, que va hacia el este desde St George hasta Cunnamulla. La Warrego Highway atraviesa el norte de la región de este a oeste. La Castlereagh Highway llega hasta el extremo norte de la región y termina en St George. También pasa por St George la Carnarvon Highway  y se está mejorando poco a poco la carretera Diamantina Development Road.
La región cuenta con siete aeropuertos, entre ellos el de Dirranbandi, el de Roma, el de St. George, el de Charleville, el de Thargomindah, el de Cunnamulla y el de Quilpie. La línea ferroviaria occidental llegó a Charleville en 1888. Un ramal a Cunnamulla se inauguró en 1898.  Actualmente, el servicio de trenes de pasajeros Westlander opera entre Brisbane y Charleville. La línea ferroviaria suroeste pasa por Thallon, en el extremo sureste de la región.

## Medioambiente
Las biorregiones de la zona incluyen las Tierras de Mulga. La mulga es un arbusto o árbol pequeño originario del árido interior australiano que ha desarrollado amplias adaptaciones a las condiciones secas. Existe una población aislada de emú de corona rufa que vive en el matorral spinifex de la región. La cerca del Dingo atraviesa la región y es la cerca más larga del mundo. 
En 2013, se descubrió una pequeña población del esquivo loro nocturno en el suroeste de Queensland. 
La región es blanco de contrabandistas de fauna silvestre. Se han interceptado eslizones albinos de lengua azul, dragones barbudos y tinglacos en paquetes con destino a China. 

## Ópalos

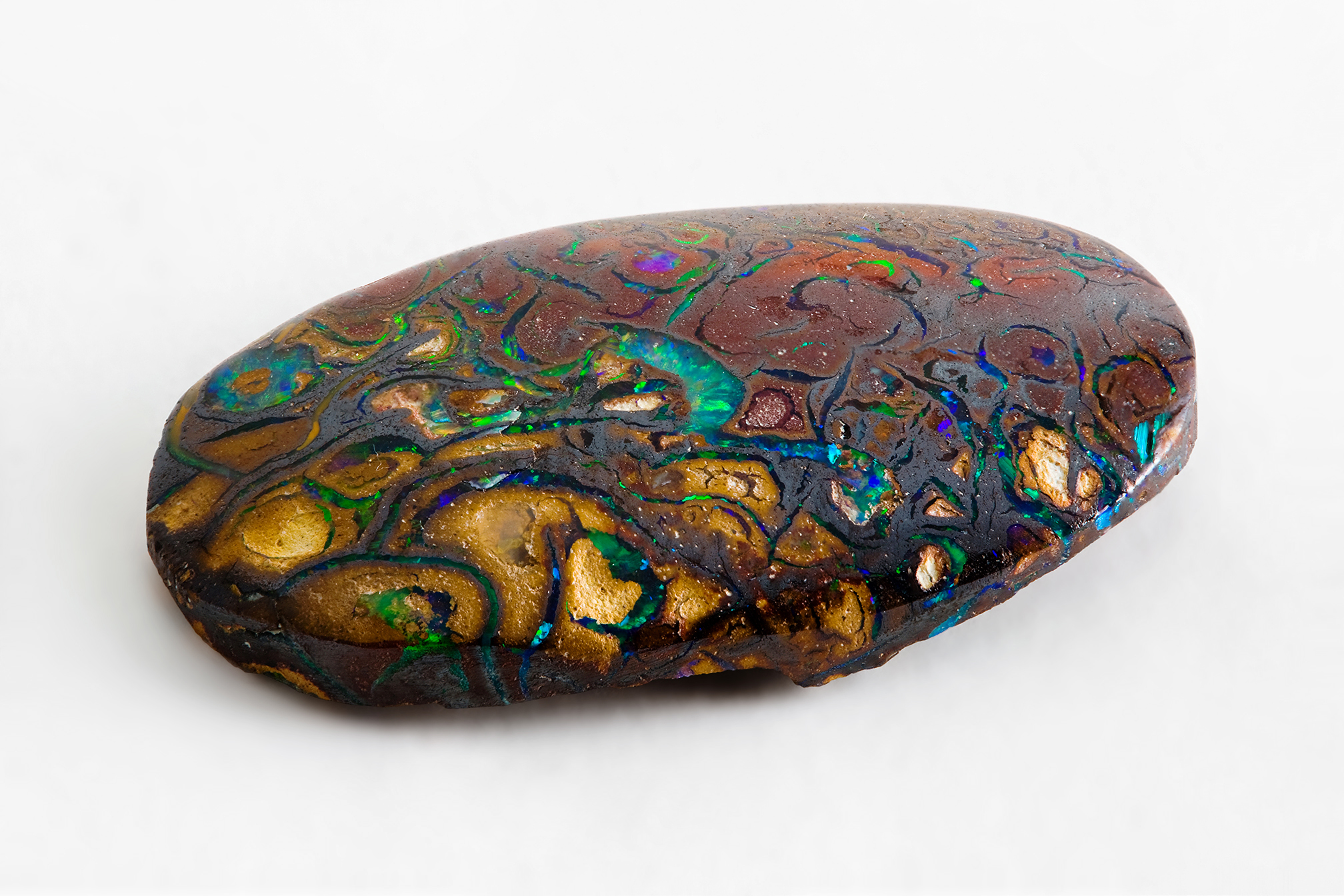
Ópalo pulido de Yowah

El primer ópalo de Australia se descubrió en Adavale. La ciudad de Yowah se asienta sobre un yacimiento de ópalo que comenzó a producir esta gema en la década de 1870. También se encuentran ópalos en los yacimientos de Koroit, Quilpie, Eulo y el norte de Nueva Gales del Sur. La formación geológica que contiene ópalos en el suroeste de Queensland se denomina formación Winton. 